# Битва на рівнині Канча-Раяда (1818)
Битва на рівнині Канча-Раяда (ісп. Batalla de Cancha Rayada), також Друга битва на рівнині Канча-Раяда — бойове зіткнення іспанських роялістів та чилійських патріотів у ході війни за незалежність Чилі. Відбулася 19 березня 1818 року. Перемогу здобули війська роялістів на чолі з Маріано Осоріо, що викликало резонанс серед чилійців. У зв'язку з цим в чилійській історіографії також поширене найменування Сюрприз на Канча-Раяді (ісп. Sorpresa de Cancha Rayada).

## Передумови
Внаслідок захоплення наполеонівською Францією Іспанії в 1808 році в іспанських колоніях, в тому числі в Чилі, розпочалися активні рухи за незалежність цих утворень від метрополії. 1814 року іспанським роялістам на чолі з Маріано Осоріо вдалося перемогти чилійців у битві при Ранкагуа. Більшість патріотів емігрували до аргентинської провінції Мендоса, де сформували Андську армію на чолі з Хосе де Сан-Мартіном та Бернардо О'Гіґґінсом. 1817 року в битві при Чакабуко чилійці розгромили роялістів та відновили свою владу.
Проте на початку 1818 року віцекороль Перу Хоакін де ла Песуела відправив Маріано Осоріо на Чилі. Його військова експедиція висадилася в Талькауано та почала рух на Сантьяго.

## Хід битви
Напередодні битви роялістські війська Маріано Осоріо чисельністю 5000 осіб розбили табір та створили систему фортифікаційних укріплень поблизу міста Талька. Табір патріотів чисельністю 5000 осіб був за 7 км на рівнині Канча-Раяда. Жодна зі сторін не мала наміру вступати в бій, оскільки в жодної з них не було відповідних вигідних умов. Проте роялістський полковник Хосе Ордоньєс все ж запропонував атакувати табір противника.
Іспанська атака розпочалася ввечері 19 березня 1818 року, близько 19:30. Наступ був раптовим. Хосе Ордоньєс розробив хитрий план: обійти місто вночі і вдарити в авангард, де патріотичні сили ще не завершили облаштування позицій. Основні сили роялістів були спрямовані на батальйон, яким командував Бернардо О'Гіґґінс. Його кінь був застрелений, а сам він отримав вогнепальне поранення в руку.
Через раптовість нападу в таборі патріотів здійнялася паніка. Хосе де Сан-Мартін, один з командувачів патріотичних сил, вирішив утримати позиції якомога довше. Це ще більше сприяло поширенню паніки серед солдатів. Після цього Сан-Мартін віддав наказ відступати. Тил і резерви вже встигли розпочати невеликий відступ, витримавши атаку, проте вони перебували без командування, оскільки їхній полковник Іларіон де ла Кінтана виїхав до штабу для отримання наказів і ще не повернувся. Відступ патріотичних сил очолив полковник Хуан Грегоріо де Лас-Ерас. Полководці Сан-Мартін та поранений О'Гіґґінс також відступали. Роялістські війська переслідували їх.
Об'єднані чилійсько-аргентинські сили втратили близько 150 солдатів убитими, 2000 полоненими, а ще кількасот військових дезертували. Крім того, вони втратили всю свою артилерію.

## Наслідки
До 21 березня розгромлені патріотичні сили змогли возз'єднатись в місті Сан-Фернандо.
Тим часом звістка про поразку надійшла до Сантьяго. Там поширились чутки про те, що Сан-Мартін та О'Гіґґінс були вбиті. Частина містян почала виїжджати до Мендоси. Охоплену панікою громадськість об'єднав Мануель Родрігес, який проголосив себе Верховним правителем. Цю посаду він посідав до 24 березня, коли О'Гіґґінс повернувся в Сантьяго.
Патріоти змогли відновити свої сили і вже 5 квітня у битві під Майпу завдали вирішальної поразки роялістам Осоріо.